# 자기의식

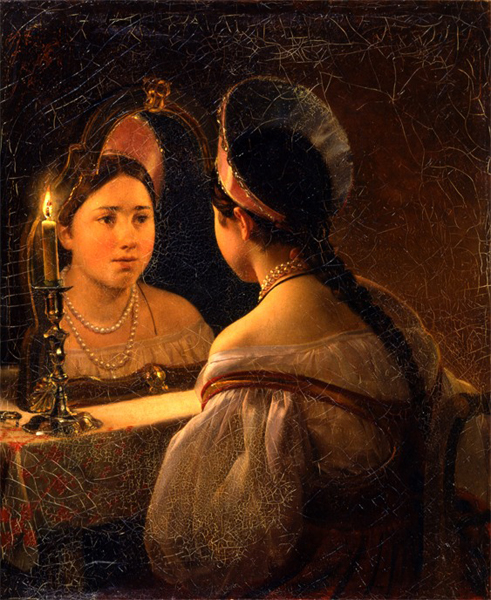
스베틀라나(Svetlana)가 자신을 거울로 보고 있다.(카를 브률로프(Karl Briullov) 그림, 1836)

자기의식(self-consciousness)은 자기인식(awareness of oneself)이 고양된 것이다. 현재 의미로, 자기의식은 자기에 대한 전념이며, 특히 타인이 자기의 외모나 행동을 어떻게 인지할지에 대한 것이다. 역사적으로 자기의식은 자의식 혹은 자기인식(self-awareness)과 동의어였으며, 자기가 존재하고 있다는 것, 그리고 의식(consciousness)을 가지고 있다는 것을 인식(awareness)하는 상태를 말한다. 자기의식적(self-conscious)과 자기인식적(self-aware)이란 말은 지금도 여전히 서로 바꿔 쓰이기도 하며 특히 철학 분야에서 그런 모습을 보인다. 그러나 주로 자기의식은 한 사람이 타인을 보고 생각하는 방식에 대한 인식 상태를 의미하는데 사용된다. 자신이 주시되거나 관찰되고 있다는 사실을 깨달을 때, 자기의식에 대한 기분 나쁜 느낌 즉 '만인이 자신을 보고 있다'는 느낌이 생긴다. 어떤 사람들은 타인에 비하여 습관적으로 더욱 자기의식적이다. 자기의식의 기분 나쁜 느낌은 수줍음(shyness)이나 편집증(paranoia)으로까지 이어지기도 한다.

## 장애
자기의식적이라는 느낌이 들면, 자신의 자잘한 행동 하나까지도 알게된다는 걸 인식한다. 이러한 인식은 복잡한 행동을 수행하는 능력을 방해한다.
청소년은 자기의식이 고양된 상태라고 본다. 자기의식에 대한 만성적 경향의 사람은 수줍음을 잘 타거나 내성적이다.

## 심리학
철학적 의미에서 자신을 하나의 개체(individual)로 의식하는 자의식(self-awareness)과는 달리,
자기의식은 과도하게 자기 자신의 모습이나 매너를 의식하여 문제가 되기도 한다. 자기의식은 자부심 결여와 자아존중감(self-esteem) 부족으로 인한 수줍음이나 당황과도 관련된다. 긍정적 차원에서 보면, 자기의식이 고양되어 있을 때 사람은 자기 자신을 객관적으로 잘 알 수 있기 때문에, 자기의식은 정체성 발달에 영향을 줄 수 있다. 자기의식은 여러 정도로 사람들에게 영향을 줄 수 있다.  누군가는 자기를 끊임없이 관찰하고나 자기에게 개입하기도 하지만, 다른 누군가는 자신에 대해 완벽하게 망각해 버리기도 한다.
심리학자들은 사적 자기의식(private self-consciousness)과 공적 자기의식(public self-consciousness)으로 구분한다. 사적 자기의식은 내면 자기(inner self)와 감정을 내성(introspect)하고 검토하는 것이다. 공적 자기의식은 타인에게 보이는 자기에 대한 인식이다. 공적 자기인식은 자기관찰(self-monitoring)과 사회불안(social anxiety)을 야기한다. 이 두 자기의식은 시간이 흘러도 안정적인 인격 특성(personality trait)이라고 보지만, 양자는 서로 무관하다. 어느 한 차원에서 높은 성과를 보인다 해서 다른 차원에서도 똑같이 그런 것은 아니다.
자기의식의 수준이 다르다는 것은 행동에도 영향을 주어, 사람들이 "군중 속에 자신을 잃는(lose themselves in a crowd)" 상황에서도 타인과는 다르게 행동하게 된다. 군중 속에 있거나, 어두운 방 안에 있거나, 변장하고 있다는 것은 익명성을 낳고 잠시 자기의식이 줄어든다(탈개인화deindividuation). 이는 절제되지 않은 그래서 때로는 파괴적일 수 있는 행동을 야기하기도 한다.

## 같이 보기
- 내성(introspection)
- 마음이론(theory of mind)
- 자기(the self)
- 자기실현적 예언(self-fulfilling prophecy)
- 자기인식이론(self-perception theory)
- 자아(ego)
- 자아개념(self-concept)
- 자아존중감(self-esteem)
- 자아중심주의(egocentrism)
- 자의식(self-awareness)
- 통찰